# Риети
Риѐти (на италиански: Rieti; на латински: Reate) е град и община в Централна Италия.

## География
Град Риети се намира в област (регион) Лацио на едноименната провинция Риети. Разположен е в долината на река Велино. Той е главен град на провинция Риети. На 78 км югозападно от Риети е столицата Рим. Има жп гара и летище. Население 47 813 жители от преброяването към 30 юни 2009 г.

## История
Първите сведения за града датират като селище от 3 век пр. Хр.

## Икономика
Риети е търговско-промишлен град. Селскостопански и текстилен център. Хранително-вкусова и мебелна промишленост. Туризъм.

## Спорт
Представителният футболен отбор на града носи името ФК Риети (Football Club Rieti)

## Личности
Родени
- Лучо Батисти (1943 – 1998), поппевец
- Марк Теренций Варон, римски учен и писател

## Побратимени градове
- Ито, Япония